# Peter Wilhelm Pink
Peter Wilhelm Pink (* 1938) ist ein deutscher Indonesist. Er ist emeritierter Professor für Indonesische Philologie der Universität zu Köln.

## Leben
Pink bestand 1957 die Reifeprüfung am altsprachlichen Gymnasium Theodorianum in Paderborn. Er promovierte 1977 an der Universität Hamburg mit einer Dissertation über das indonesische Figurentheater Wayang zum Dr. phil. Er war Dozent und Leiter des Seminars für Indonesische und Südseesprachen der Universität Hamburg. Dort habilitierte er sich 1989 mit einer Arbeit über Wariga-Handschriften. 
Im Jahr 1994 wurde er Professor für Indonesische Philologie und Leiter des von Irene Hilgers-Hesse begründeten Malaiologischen Apparats am Orientalischen Seminars der Universität zu Köln. Die Professur hatte er bis zur Emeritierung 2003 inne. Seine Nachfolge trat Edwin P. Wieringa an. Anschließend war Pink als Lehrbeauftragter weiter an der Universität tätig.

## Schriften (Auswahl)
- Gathutkaca nagih janji. Gathutkaca fordert die Einlösung eines Versprechens. Lakon des javanischen Wayang Purwa, aufgeführt von Raden Soetrisno. Berlin 1977, OCLC 489989436.
- Wariga. Beiträge zur balinesischen Divinationsliteratur. Berlin 1993, ISBN 3-496-00180-1.

| Personendaten    | Personendaten                        |
| ---------------- | ------------------------------------ |
| NAME             | Pink, Peter Wilhelm                  |
| ALTERNATIVNAMEN  | Pink, Peter                          |
| KURZBESCHREIBUNG | deutscher Südostasienwissenschaftler |
| GEBURTSDATUM     | 1938                                 |